# Hammer (klaver)
 For alternative betydninger, se Hammer (flertydig). (Se også artikler, som begynder med Hammer)
Hammeren på et klaver (eller et flygel) er en træstav beklædt med filt. Via en mekanisk anordning (se klaviatur) overføres kraft til hammeren, der slår mod en streng og derved skaber en lyd. Umiddelbart efter anslaget vipper hammeren tilbage for ikke at dæmpe strengens svingninger.